# Peter Cipollone
Peter Cipollone (Marietta, 5 de febrero de 1971) es un deportista estadounidense que compitió en remo como timonel.
Participó en dos Juegos Olímpicos de Verano, obteniendo una medalla de oro en Atenas 2004, en la prueba de ocho con timonel, y el quinto lugar en Sídney 2000, en la misma prueba.
Ganó siete medallas en el Campeonato Mundial de Remo entre los años 1994 y 2003.

## Palmarés internacional
| Juegos Olímpicos   | Juegos Olímpicos              | Juegos Olímpicos  | Juegos Olímpicos   |
| Año                | Lugar                         | Medalla           | Prueba             |
| ------------------ | ----------------------------- | ----------------- | ------------------ |
| 2004               | Atenas (Grecia)               | Medalla de oro    | Ocho con timonel   |
| Campeonato Mundial |                               |                   |                    |
| Año                | Lugar                         | Medalla           | Prueba             |
| 1994               | Indianápolis (Estados Unidos) | Medalla de plata  | Cuatro con timonel |
| 1995               | Tampere (Finlandia)           | Medalla de oro    | Cuatro con timonel |
| 1997               | Aiguebelette (Francia)        | Medalla de oro    | Ocho con timonel   |
| 1998               | Colonia (Alemania)            | Medalla de oro    | Ocho con timonel   |
| 1999               | St. Catharines (Canadá)       | Medalla de oro    | Ocho con timonel   |
| 2002               | Sevilla (España)              | Medalla de bronce | Ocho con timonel   |
| 2003               | Milán (Italia)                | Medalla de plata  | Ocho con timonel   |